# Akunnaaq (Ilulissat)
Akunnaaq [aˌkuˈnːɑːq] (nach alter Rechtschreibung Akúnâĸ) ist eine wüst gefallene grönländische Siedlung im Distrikt Ilulissat in der Avannaata Kommunia.

## Lage
Akunnaaq liegt am Nordufer des südöstlichen Ende des Sullorsuaq (Vaigat) auf einer kleinen Halbinsel. 10 km östlich befindet sich Qeqertaq.

## Geschichte
Die erste Erwähnung des Wohnplatzes geschah 1787. Zu dieser Zeit gab es einen Katecheten in Akunnaaq. Zwischen 1793 und 1805 war Akunnaaq hingegen unbewohnt. 1816 lebten 19 Menschen im Ort. 1850 wurden wieder keine Bewohner gezählt, aber 1883 war der Ort wieder bewohnt.
1915 hatte der zur Gemeinde Qeqertaq gehörende Wohnplatz 21 Einwohner, die in drei Häusern lebten. Es gab einen Fischer und sechs Jäger, von denen einer auch als Katechet wirkte. 1928 wurde Akunnaaq aufgegeben.